# Cyrtostachys
Cyrtostachys é um género botânico pertencente à família Arecaceae.

## Espécies
- Cyrtostachys bakeri Heatubun
- Cyrtostachys barbata Heatubun
- Cyrtostachys elegans Burret
- Cyrtostachys excelsa Heatubun
- Cyrtostachys glauca H.E.Moore
- Cyrtostachys loriae Becc.
- Cyrtostachys renda Blume